# Matthias Schultz

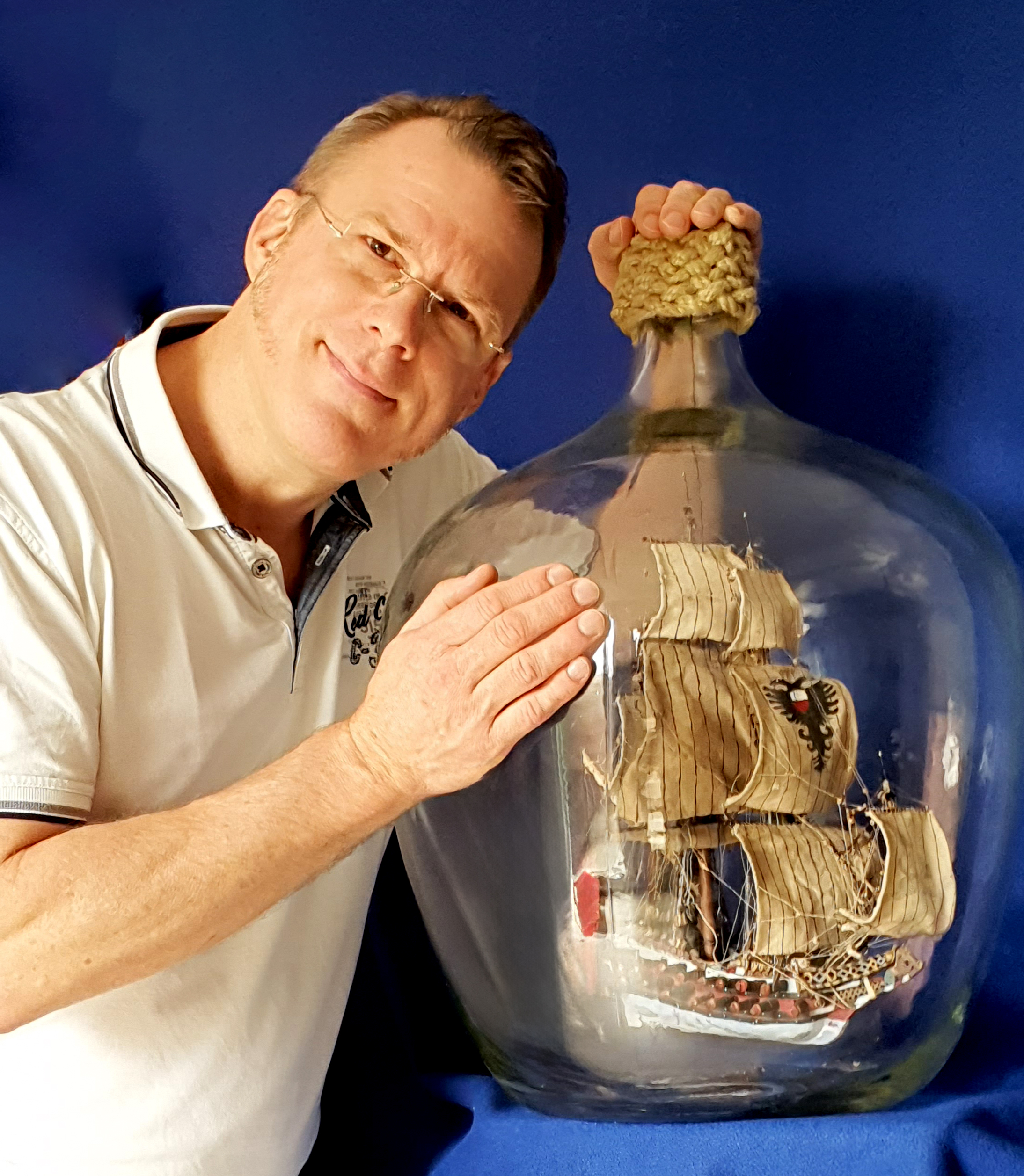
Matthias Schultz mit seinem 2024 offiziell als Weltrekord anerkannten größten freischwebenden Buddelschiff der Welt.

Matthias Schultz (* 1972 in Bremen) ist ein deutscher Fachredakteur für die Bereiche Schifffahrtsgeschichte, Modellbau und Nutzfahrzeugtechnik. Er hält seit 2024 den Rekord für das größte freischwebende Buddelschiff der Welt.

## Leben
Seit 1991 und Beginn seines ersten Studiums der Fächer Kunst, Germanistik und Geschichte ist Schultz journalistisch tätig. Nach Abschluss des ersten Studiums folgte eine Ausbildung zum Rundfunkjournalisten sowie ein Volontariat bei einem Münchner Fernsehsender, anschließend zweites Studium der Architektur.

### Werk
2009 veröffentlichte Schultz sein erstes Buch im Bremer Hauschild-Verlag. In diesem, wie auch seinem zweiten Buch, spielt ein winziges Luftschiff eine zentrale Rolle. Seit 2013 baut Schultz (nach einem einfachen Bausatz-Flaschenschiff im Alter von zehn Jahren) komplett selbstgefertigte Buddelschiffe, sogenannte „Scratch“-Modelle. 2023 wurde sein bis dahin geschaffenes Gesamtwerk von rund 50 Schiffen in einer Sonderausstellung im Hennebergmuseum von Münnerstadt im ehemaligen Deutschordensschloss präsentiert. Das Spektrum seiner Vorbilder für die Schiffsmodelle reicht vom Alten Ägypten bis in die Gegenwart. Einen Schwerpunkt bilden dabei in den letzten Jahren unter anderem in Gärballons an Ketten aufgehängte Schiffe aus Renaissance und Barock. So hat Schultz zum Beispiel vor seinem Weltrekord-Modell die vier Orlogschiffe aus der Oberen Halle im Bremer Rathaus in 20 oder 25 Liter fassende Gärballons hineingebaut. 

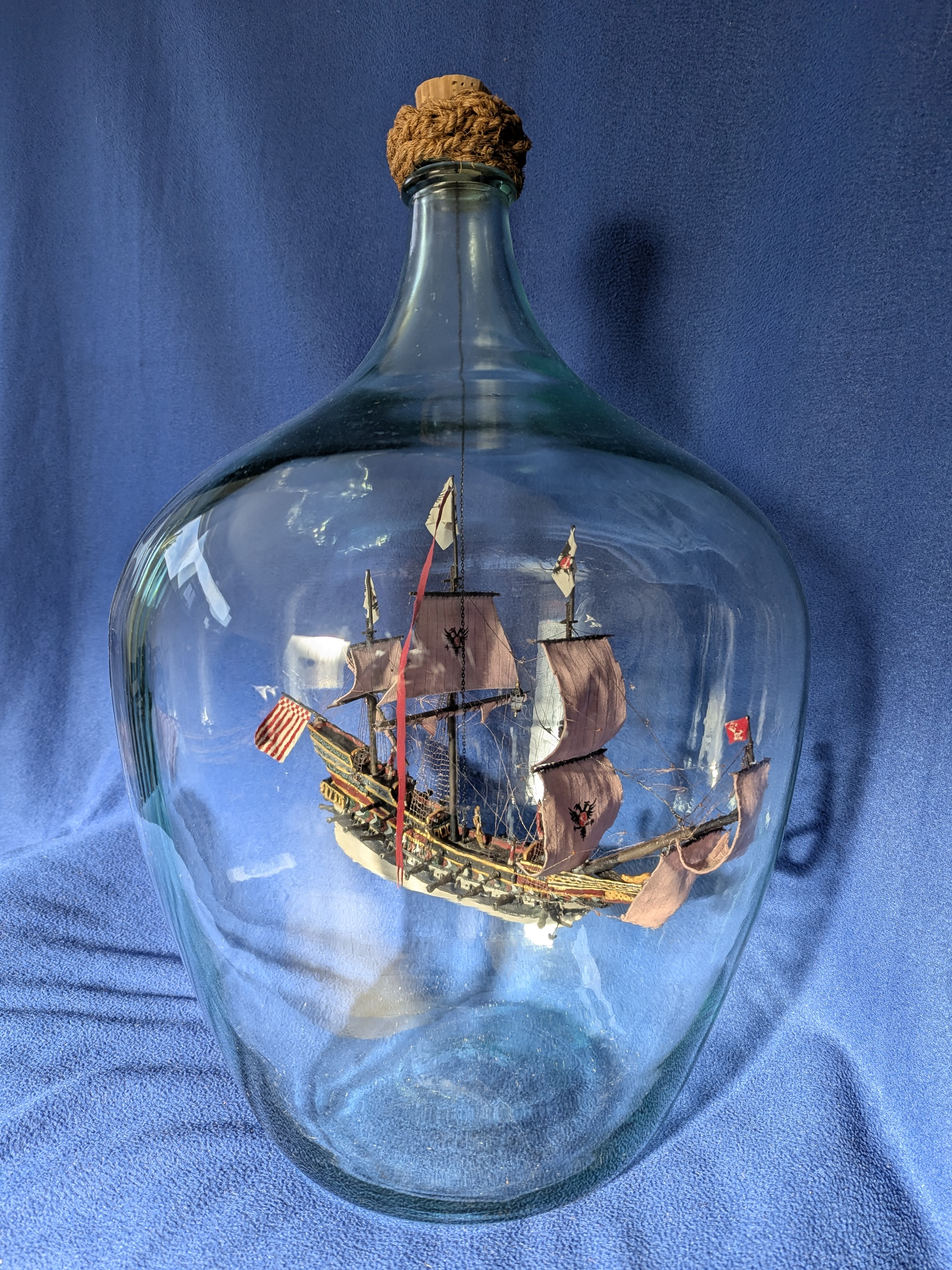
„Das Älteste“ der vier Orlogschiffe aus dem Bremer Rathaus von 1545 als Buddelschiff von Matthias Schultz
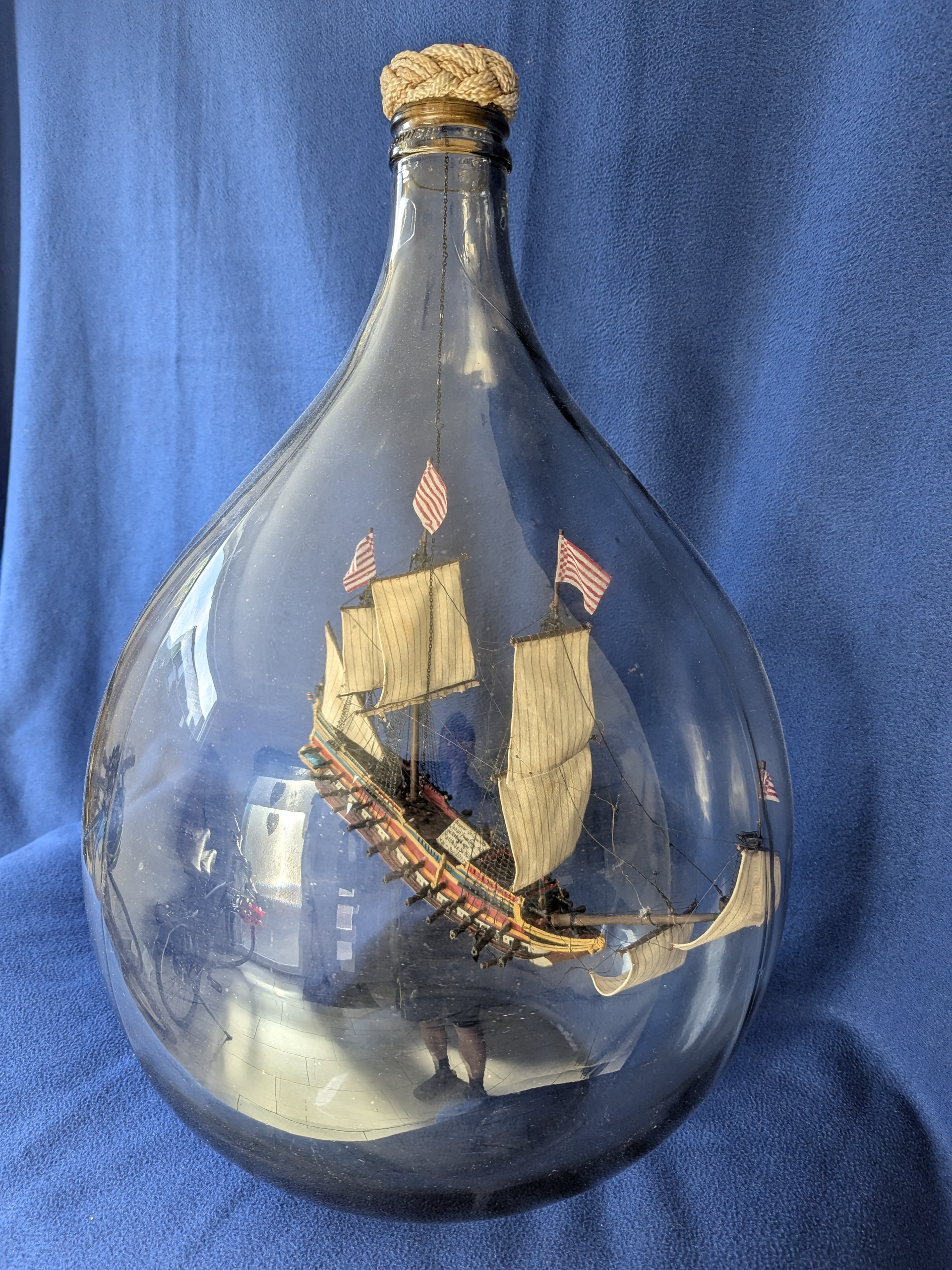
Die Johan Swarting  von 1650 als verkleinerte Version in einem 25-Liter-Gärballon
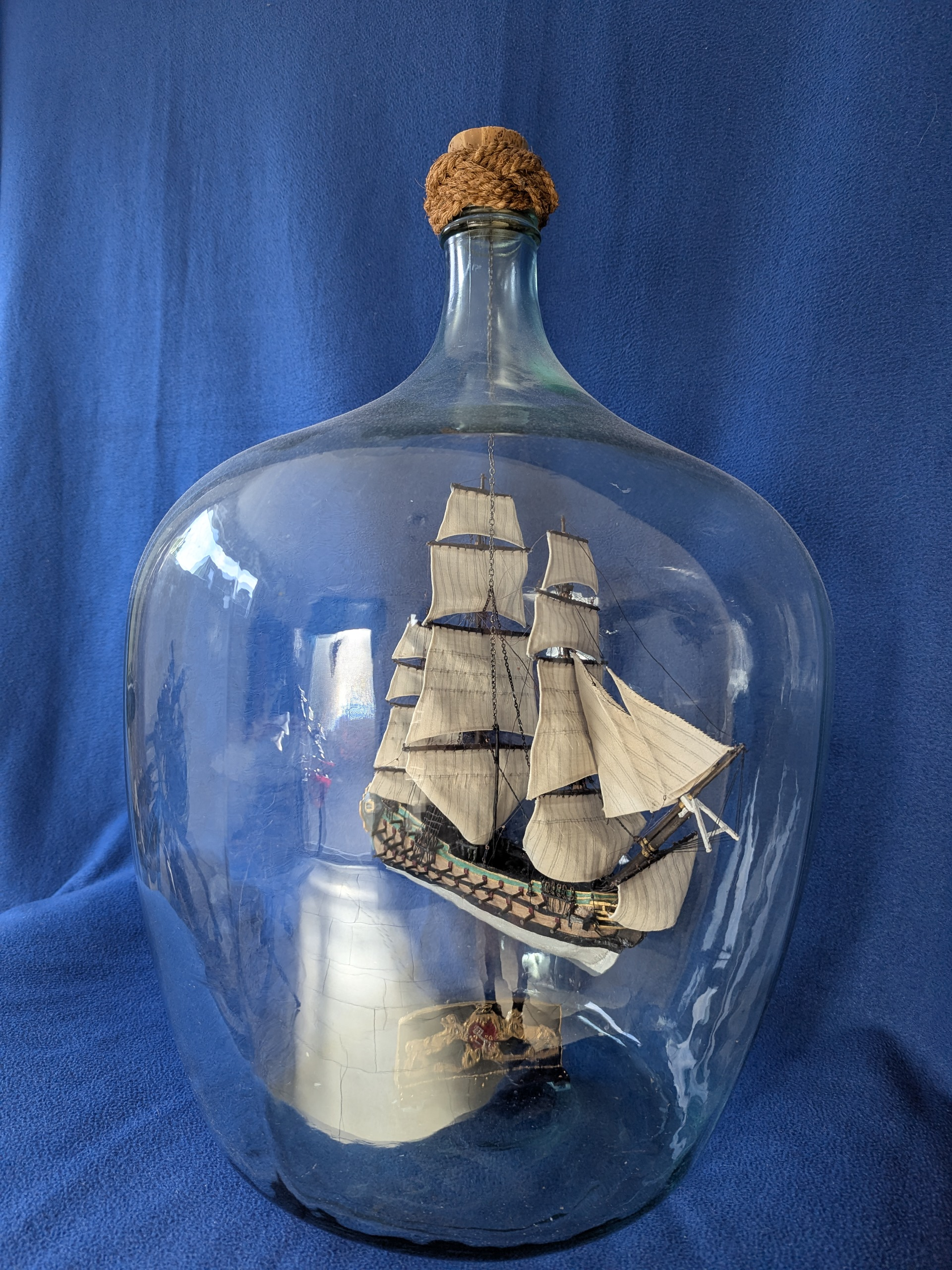
Das Wappen von Bremen gab es tatsächlich als Kriegsschiff in Bremer Diensten
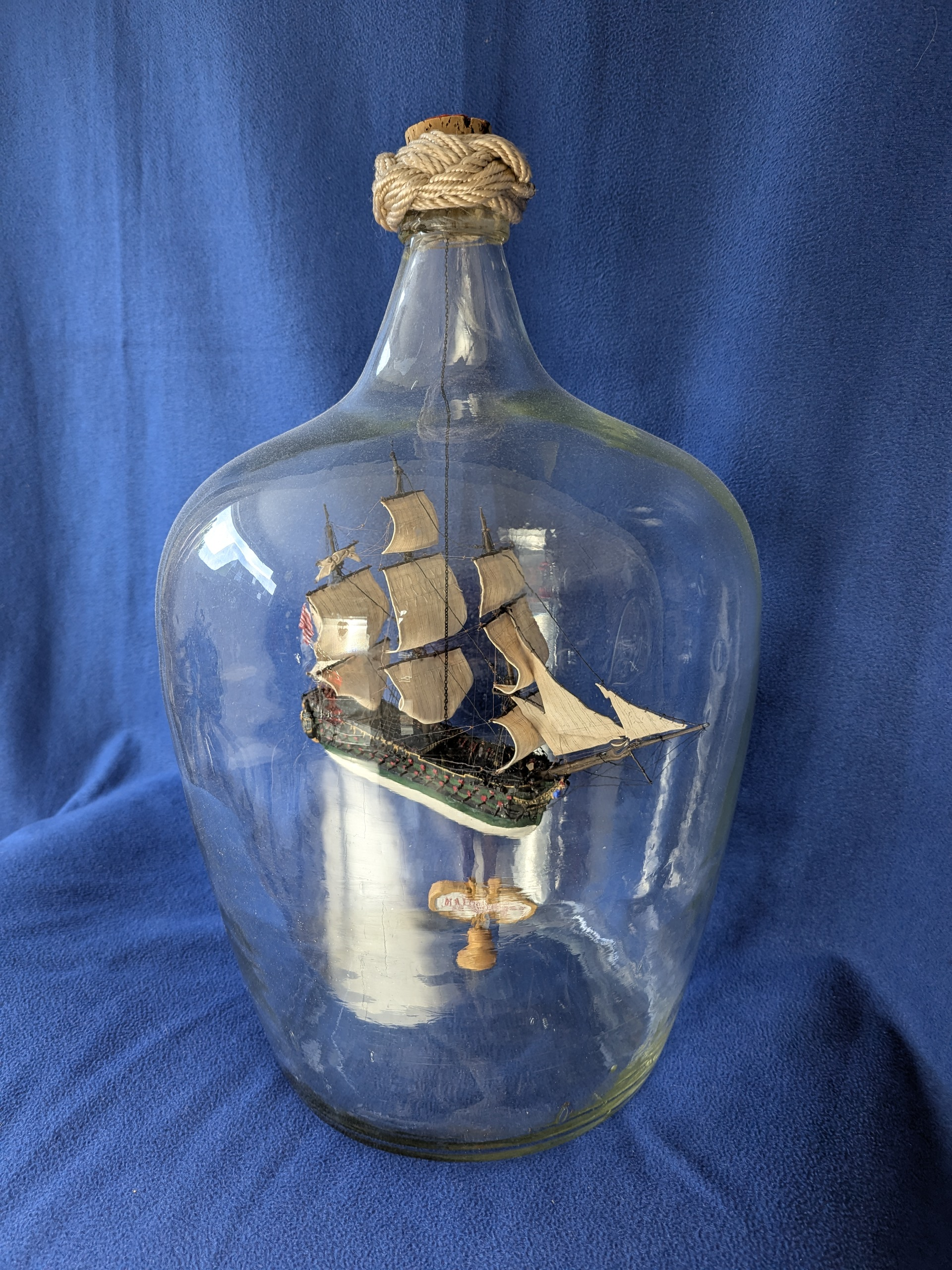
De Grote Jung als Modell des Modells aus dem Bremer Rathaus

### Weltrekord
Das Weltrekordschiff von Matthias Schultz ist die um den Faktor 3 verkleinerte Version eines Lübecker Kriegsschiffmodells von 1617, welches sich in der Petrikirche Landkirchen auf der Ostseeinsel Fehmarn befindet. Um durch die Öffnung des Gärballons zu passen, musste der Schiffsrumpf aus weichem Abachi horizontal dreifach geteilt und dann im Inneren des Behälters wieder zusammengesetzt werden. Alle abstehenden Elemente wie Nägel oder Kanonen und die drei Masten sowie der Bugspriet mit dem Spietmast kamen einzeln hinterher. Wegen der ausgesprochen kompizierten Takelage wäre das Projket in dieser Phase fast gescheitert. Das Modell wiegt 344 g, ist 38 cm lang und 40 cm hoch und hängt unter der 5 cm messenden Öffnung in einem aufrechtstehenden, 50 l fassenden Gärballon. Zum Stichtag 18. September 2024 wurde es vom Rekord-Institut für Deutschland (RID) als Weltrekord für das „Größte freischwebende Buddelschiff“ offiziell anerkannt.

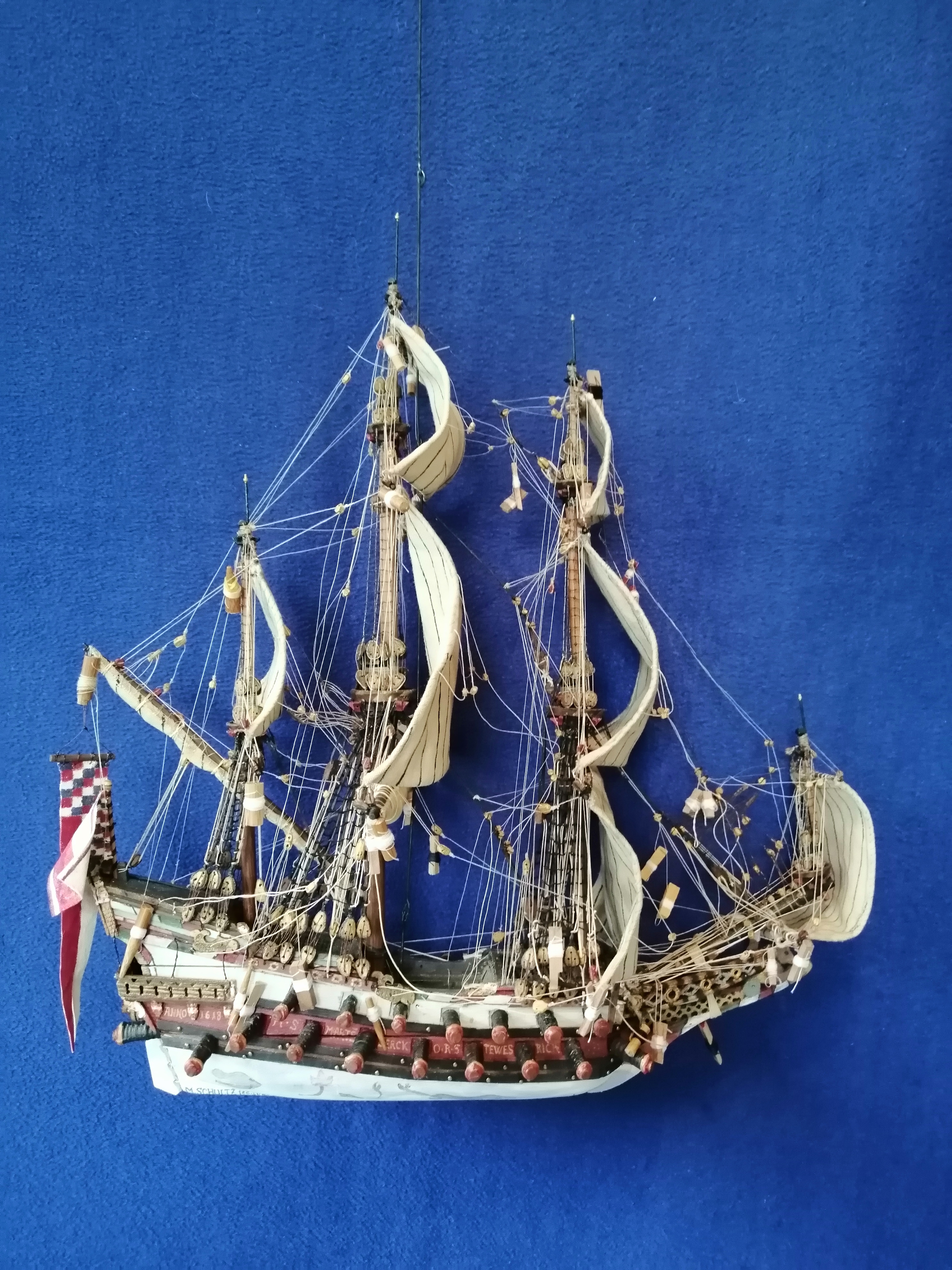
Das Rekordschiff ist vollständig aufgetakelt, aber noch nicht eingebuddelt.
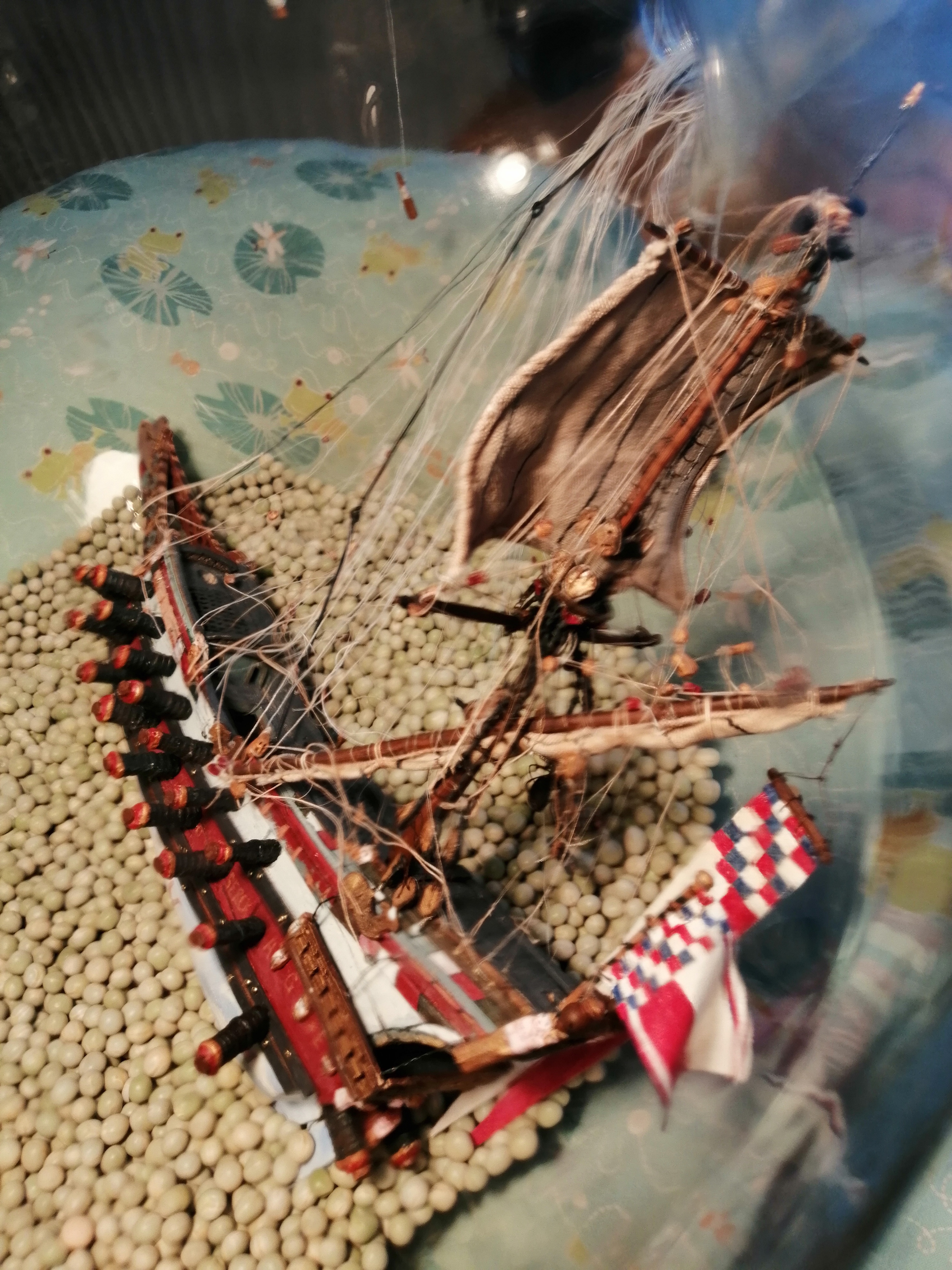
Der Rumpf ist bereits im Gärballon, die Masten kommen einzeln hinterher.
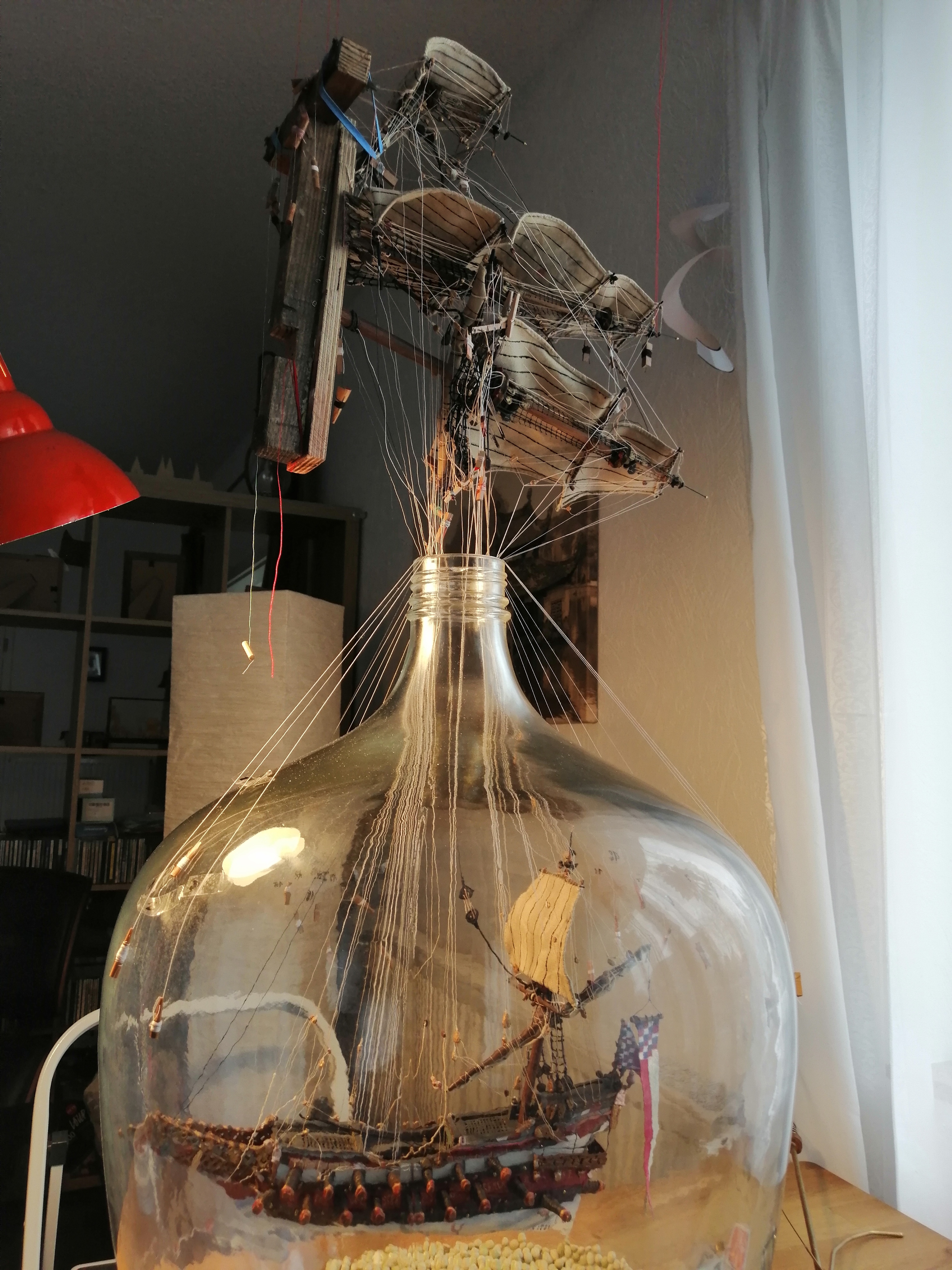
Wegen der Modellhöhe muss von oben eingebuddelt werden.
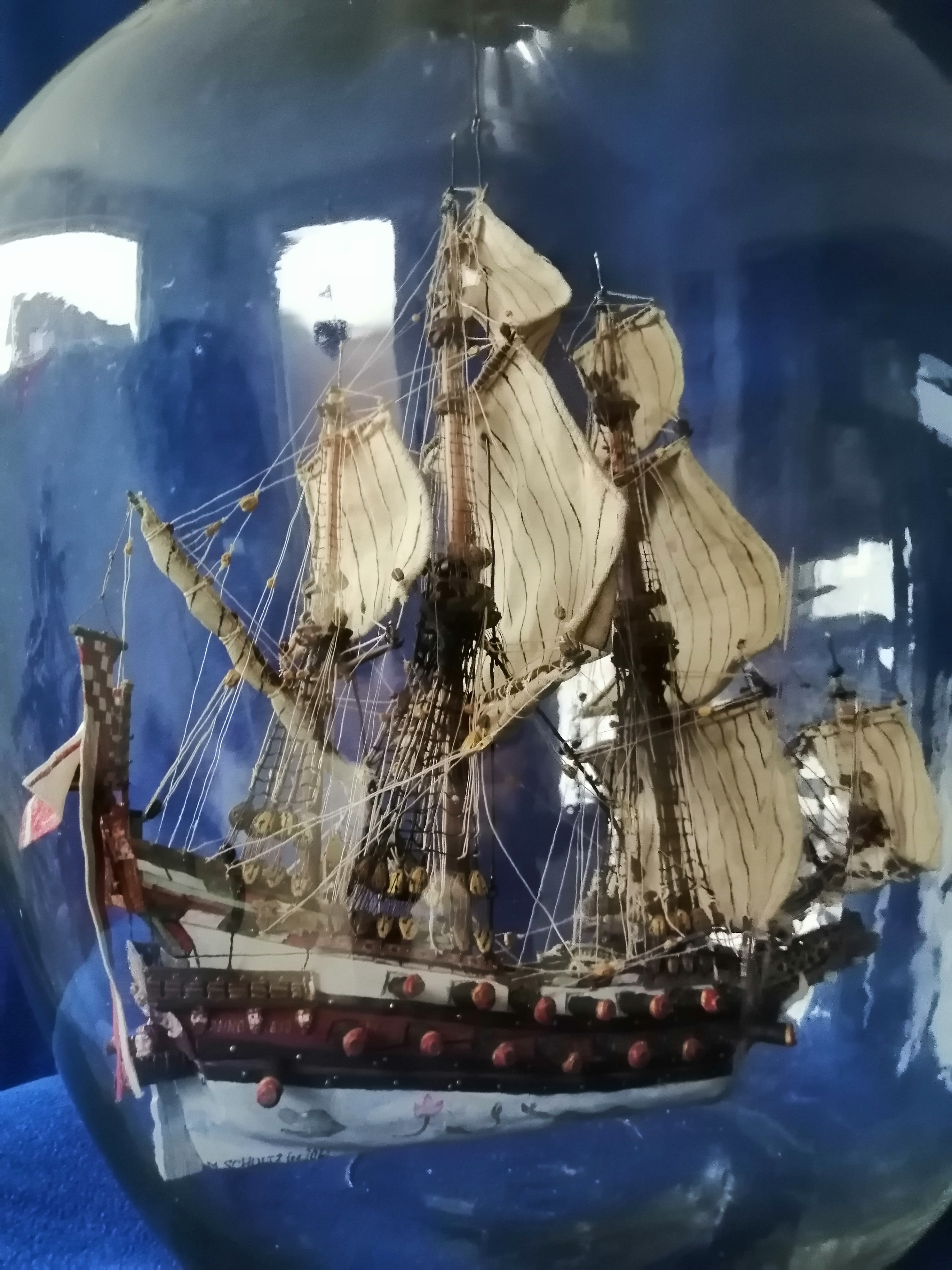
Das Weltrekordschiff von Matthias Schultz ist im Januar 2024 fertig eingebuddelt.

## Veröffentlichungen
- Fussel und ihre Freunde in Bremen und umzu. Hauschild Verlag, Bremen 2009, ISBN 978-3-89757-467-0
- Ab an die Waterkant! Eine wilde Reise durch den Norden. Verlag Joli Moulin, Großbetten 2023, ISBN 978-3-96888-006-8[9]